# Petřkovická hora
Petřkovická hora (608 m n. m.) je výrazná hora v Podbeskydské pahorkatině, v severozápadní části přírodního parku Podbeskydí. Rozkládá se 6 km jihozápadně od Nového Jičína a 1 km východně od osady Petřkovice, po které získala jméno.
Svahy jsou zalesněné, ale vrcholová oblast je částečně odlesněná a nabízí výhledy na zříceninu Starojického hradu na severu nebo na Štramberk a Bílou horu na východě.

## Přístup

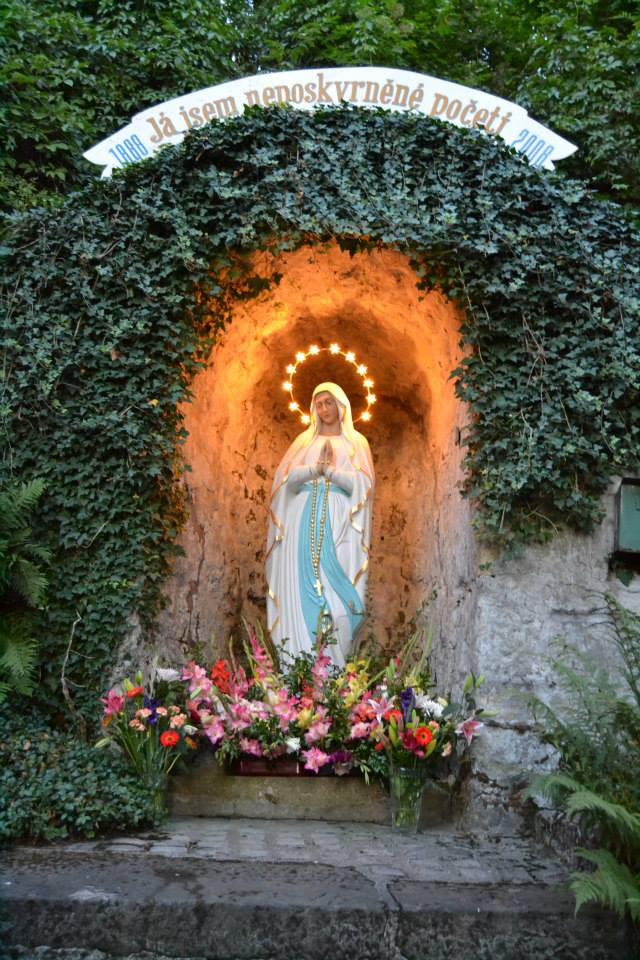
Jeskynní kaple

Nejkratší přístup vede z Petřkovic po žlutě značené cestě. Ta po jednom kilometru prochází přes poutní místo Petřkovické Lurdy, odkud stoupá dalších půl kilometru až na vrchol. Celý výstup měří 1,5 kilometru s výrazným převýšením 220 metrů. Žlutá značka pokračuje po protáhlém severovýchodním hřbetu do Kojetína a na kopec Svinec.

## Petřkovické Lurdy
Na jihozápadním svahu se nachází poutní místo Petřkovické Lurdy, ke kterým vede křížová cesta. Poutní místo založil na místě opuštěného pískovcového lomu novojičínský měšťan pan Stüber po návštěvě poutního místa Lurdy v jižní Francii, kde se roku 1858 zjevila chudé dívce Bernadetě šestnáctkrát Panna Marie. V roce 1888 obyvatelé Petřkovic vyklidili prostranství před lomem, upravili jeskyni a postavili schody z louky. Socha Panny Marie byla vytesána z kamene vylomeného ve zdejším lomu.
Později byla vybudována křížová cesta a vztyčen kříž. Křížovou cestu tvoří 14 kovových sloupků, na kterých je připevněna vrcholová kaplička. Osm zastavení stojí oboustranně podél přístupového schodiště, šest zastavení lemuje kruhové prostranství před jeskyní, ke které stoupá další krátké schodiště.